# Староконстантиновская волость
Староконстантиновская волость — административно-территориальная единица Староконстантиновского уезда Волынской губернии Российской империи. Волостное правление располагалась сначала располагалось в пригородном селе Новики, потом было перенесено в уездный город Староконстантинов.
По состоянию на 1886 год волость состояла из 15 поселений, 14 сельских общин. Население — 8916 человек (3426 мужского пола и 4490 — женского), 1149 дворовых хозяйств.
|                       | Площадь, десятин | В том числе пахотной, дес. |
| --------------------- | ---------------- | -------------------------- |
| Сельских общин        | 8323             | 6596                       |
| Частной собственности | 6062             | 4180                       |
| Другой собственности  | 224              | 151                        |
| В целом               | 14642            | 10945                      |

Поселения волости (1897):
- Новики — бывшее владельческое село на реке Случь за 1 версту от уездного города, 330 человек, 44 двора, православная церковь, постоялый дом и завод. За 5 вёрст — кирпичный завод. За 6 вёрст — каменоломня.
- Грибенинка — бывшее владельческое, 405 человек, 62 двора, православная церковь и постоялый дом.
- Григоровка — бывшая владельческая деревня на реке Случь, 716 человек, 114 дворов, школа, постоялый дом и кузница.
- Закульманская — бывшая владельческая слобода на реке Случь, 664 человека, 137 дворов.
- Заслуцкая Юридика — бывшая владельческая слобода на реке Случь 478 человек, 50 дворов, постоялый дом и завод.
- Заслуч — бывшая владельческая слобода на реке Случь, 604 человека, 81 двор.
- Керекешина Волица — бывшая владельческая деревня, 800 человек, 50 дворов, православная церковь, постоялый дом и винокуренный завод.
- Красноселка — бывшая владельческая деревня при реке Случь, 450 человек, 64 двора, православная церковь, школа, постоялый дом, 2 водяных мельницы и поташный завод.
- Новомосковск — бывшая владельческая слобода на реке Тиховка, 299 человек, 88 дворов, православная церковь и завод.
- Пашковцы — бывшая владельческая деревня на реке Икопоть, 564 человека, 83 двора, православная церковь, постоялый двор, постоялый дом, водяной и конный мельницы, кирпичный и винокуренный заводы.
- Поповцы — бывшая владельческая деревня, 465 человек, 77 дворов, православная церковь, 2 постоялых дома, кузница, водяная мельница, кирпичный и черепичный заводы.
- Свинная — бывшая владельческая деревня, 1249 человек, 215 дворов, православная церковь, школа, постоялый двор, постоялый дом.

По состоянию на 1900 год волость состояла из 20 поселений, 20 сельских общин, население выросло до 10 207 человек, имелось 2201 дворовое хозяйство, волостным старшиной был Кондратий Евдощук.
По состоянию на 1913 год волость состояла из 24 поселений, 20 сельских общин, население выросло до 17 802 человек, имелось 2743 дворовых хозяйства, волостным старшиной был А. Фурманчук.